# 麻齒梳蘚
麻齒梳蘚（学名：Ctenidium malacobolum）为灰蘚科梳蘚屬下的一个种。